# 青春ど真ん中 (ラジオ番組)
青春ど真ん中（せいしゅんどまんなか）は、1974年から1975年3月31日までニッポン放送の制作によりNRN各局（例外あり）で月曜日 - 金曜日の夜10時30分から放送していたラジオ番組。
ニッポン放送での放送時間は月曜日 - 金曜日の夜10時30分から10時50分まで（22:30 - 22:50）。東芝がスポンサーで、フレッシュイン東芝 ヤング・ヤング・ヤング → マイマイカンパニーから続く東芝一社提供枠。

## 概要
「学校とは何か」「“命の値段”というのはあるのか」など、青春について色々話し合うということをテーマとした番組。番組のオープニングでは、あるテーマについて街頭でリスナーにインタビューし、それについてリスナーが答えた内容を日替わりで流していた。その後、「青春ど真ん中」というジングルが流れた。
番組のエンディングは、同じエンディングソングを全国から応募した素人またはアマチュアのミュージシャンが日替わりで歌っていた。

## パーソナリティ
- 森本レオ
- 壇ふみ

## ネット局
各局とも、月曜日 - 金曜日放送の帯番組。
- STVラジオ：22:30 - 22:20
- 青森放送：22:30 - 22:50
- 秋田放送：23:40 - 24:00
- 岩手放送：22:30 - 22:50
- 山形放送：23:40 - 24:00
- 東北放送：22:10 - 22:30
- ラジオ福島：23:00 - 23:20
- 新潟放送：22:40 - 23:00
- 信越放送：22:00 - 22:20
- 山梨放送：23:40 - 24:00
- 北日本放送：23:40 - 24:00
- 北陸放送：22:30 - 22:50
- 福井放送：23:30 - 23:50
- 静岡放送：22:30 - 22:50
- 山陽放送：23:40 - 24:00
- 山陰放送：23:30 - 23:50
- 中国放送：23:30 - 23:50
- 山口放送：23:30 - 23:50
- 四国放送：22:40 - 23:00
- 西日本放送：23:30 - 23:50
- 南海放送：21:30 - 21:50
- 高知放送：22:30 - 22:50
- RKB毎日放送（JRN単独系列局）：22:25 - 22:45
- 大分放送：23:40 - 24:00
- 長崎放送：22:00 - 22:20
- 宮崎放送：22:30 - 22:50
- 南日本放送：22:30 - 22:50
- 琉球放送（JRN単独系列局）：23:00 - 23:20

## その他
ニッポン放送では、当時放送していた「日立ミュージック・イン・ハイフォニック」（毎週月曜日 - 金曜日　夜10時00分 - 10時30分）の次に放送されていた番組であった。